# Regeringskrisen i Sverige 2014
Regeringskrisen i Sverige 2014 blev indledt den 2. december 2014, efter at Sverigedemokraterna havde meddelt afslag på at ville stemme for Alliansens budgetforslag. En sådan afstemning førte til at regeringens budget ikke blev vedtaget den 3. december. Derfor måtte statsminister Stefan Löfven forklare, at regeringen havde til hensigt hvis ikke spørgsmålet var afklaret den 29. december at udskrive valg til afholdelse den 22 marts 2015. Den 27. december mødtes dog regeringen og oppositionspartierne i Alliansen og lavede en aftale, i henhold til hvilken parterne lovede at gøre det lettere for mindretalsregeringer at komme igennem med sit budget i rigsdagen. I mellemtiden meddelte statsministeren derfor, at regeringen ikke havde til hensigt at udskrive ekstraordinært valg. Det blev aflyst ved en pressekonference den 27. december 2014.
Dette var den første regeringskrise i Sverige, efter Carlssons regering afgang i 1990. I begyndelsen af december annonceredes det yderligere at valget ville have været det første ekstraordinære valg efter ekstravalget i 1958, efter ATP meningsmåling. At et budgetforslag er blevet stemt ned i sin helhed i Sveriges parlamentet er aldrig sket før i moderne tid.